# NEMO (museu)
O NEMO (ou Nemo Science Museum, em nome oficial) é um museu localizado no centro de Amsterdã(o), nos Países Baixos. Trata-se de um museu de ciência e tecnologia localizado ao lado da Estação Central de Amsterdã(o) e do museu marítimo. Foi construído sobre as fundações do túnel IJ e situa-se no Oosterdok. O museu foi fundado em 1923 e está instalado em um edifício em forma de navio projetado pelo arquiteto italiano Renzo Piano. 
O museu tem exposições que exploram o uso da tecnologia como por exemplo a exploração de recurso da natureza para gerar energia renovável, ou um laboratório de química aberto ao publico, todos eles com o objetivo de aproximar a ciência dos visitantes por meio de exposições interativas. Com cinco andares, o NEMO é considerado o maior centro científico da Holanda e cartão-postal de Amsterdã. 

## Instalações
O Nemo Museu procura, com suas instalações, explicar conceitos de energia, mecatrônica e química no geral, com exibições permanentes. É comum que novas exposições surjam de acordo com a relevância do tema no momento, criando exibições temporárias sobre construções civis até a vida no universo. Bastante interativo, o museu tem alas onde crianças e jovens (de 6 a 16 anos) podem interagir com as instalações e fazer as suas próprias experiências físicas e químicas. 
O objetivo do museu é estimular os sentidos humanos por meio de exibições, produções teatrais e cinematográficas, oficinas e mostras no geral; tudo, envolvendo tecnologia.  Estimulando isso especialmente entre os jovens, ele tem visitações especiais para grupos escolares.

### Coleções
A coleção do museu NEMO de Amsterdã conta com cerca de 17 mil artefatos que narram a história da humanidade e da energia, envolvendo outros temas interligados. Boa parte de seu acervo foi transferida em 2008 rendendo ao NEMO um largo conteúdo de itens raros. É conservada e catalogada por uma equipe permanente de voluntários liderada por um curador profissional.
A divisão é feita em quatro coleções principais: Iluminação, Engenharia Elétrica, Geração e Armazenamento de Energia, e Tecnologia em Casa. Preocupado com a acessibilidade, o museu dispões de boa parte dessas coleções documentadas em Flickr.

#### Iluminação
Os principais artigos desse núcleo da exposição são os elementos de gás e eletricidade, com destaque para as fontes de luz elétrica e luminárias, como a luz em forma de arco de Brandaris, da ilha holandesa de Terschelling; a vela Yablochkov; e a lâmpada de Edison de 1883 e de Swan, de 1885.

#### Engenharia Elétrica
No núcleo de engenharia elétrica, um acervo espetacular do século de 1900 tem artigos como o voltímetro de gravação de 1890, um amperímetro e uma série de galvanômetros de 1880. Resistores, interruptores e outras ferramentas usadas por eletricistas nos últimos anos também fazem parte do grupo de objetos expostos nessa parte da coleção do museu NEMO. 

#### Geração e Armazenamento de Energia
Destaca-se nessa parte do acervo uma máquina eletromagnética de 1857, um dínamo de Willem Smit de 1896 e um gerador de tensão, que pode fornecer um pulso de tensão de 1,6 milhão de volts com uma corrente máxima de 4.000 amperes (o que se assemelha à quantidade de energia de um raio).

#### Tecnologia em Casa
Com diversos objetos domésticos usados no dia a dia, que construídos durante os últimos anos, moldaram o estilo de vida humano. Dentre os objetos, incluem-se na exposição um aquecedor de manteiga elétrica de 1965 e uma placa de forno de 1930. 